# オリヴィエ・グレフ
オリヴィエ・グレフ（Olivier Greif、1950年 - 2000年）は、フランスの作曲家、ピアニスト。
パリ音楽院修了後はジュリアード音楽院でも学び、ルチアーノ・ベリオにも師事した。ベリオは前衛の隆盛時でさえ、「調性で書きたければ書いても良い」という教えで接していたが、グレフは死の直前まで機能和声或いは旋法音楽の枠内に留まった作風を変える事はなかった。
活動開始直後はあまり上手とはいえないピアノと単調な書法ゆえの稚拙さばかりが目立ち、早々に楽壇からの注目を失った。しかし、年齢を重ねるにつれて独自の書法ならではの風格が滲み出し、ジョルジュ・プルーデルマッシェル、ズビン・メータ、ミシェル・ダルベルトなどの演奏家の支持を獲得するようになる。最晩年はベンジャミン・ブリテンが達成した機能和声語法の正統な後継者とも言える作風へ転じたが、2000年に急逝する。
現在はオリヴィエ・グレフ財団及びアパックス社が設立され、あまり日の目を見なかった大きな編成の作品が出版され続けている。前衛の時代には正当な評価を得ることは困難であったが、没後の評価は次第に上昇している。